# Amaranth (singel)
Amaranth – drugi singel fińskiego zespołu Nightwish z nową wokalistką Anette Olzon. Ukazał się 22 sierpnia 2007 i już dwa dni później, 24 sierpnia, pokrył się złotem w Finlandii.
Teledysk był nakręcony w Los Angeles. Natomiast jego premiera miała miejsce 11 sierpnia 2007 roku o 8:15 polskiego czasu w Fińskim MTV. Od 13 sierpnia teledysk dostępny ze stron Nuclear Blast.
Po dwóch dniach sprzedaży singel otrzymał miano złotej płyty w Finlandii.
Nazwa Amaranth oznacza także roślinę – Komosa, Lebioda – lub mityczny, ciągle kwitnący kwiat. Amaranth to słowo pochodzenia greckiego, oznaczające pierwotnie nieśmiertelność, co znacznie lepiej odzwierciedla znaczenie tytułu.

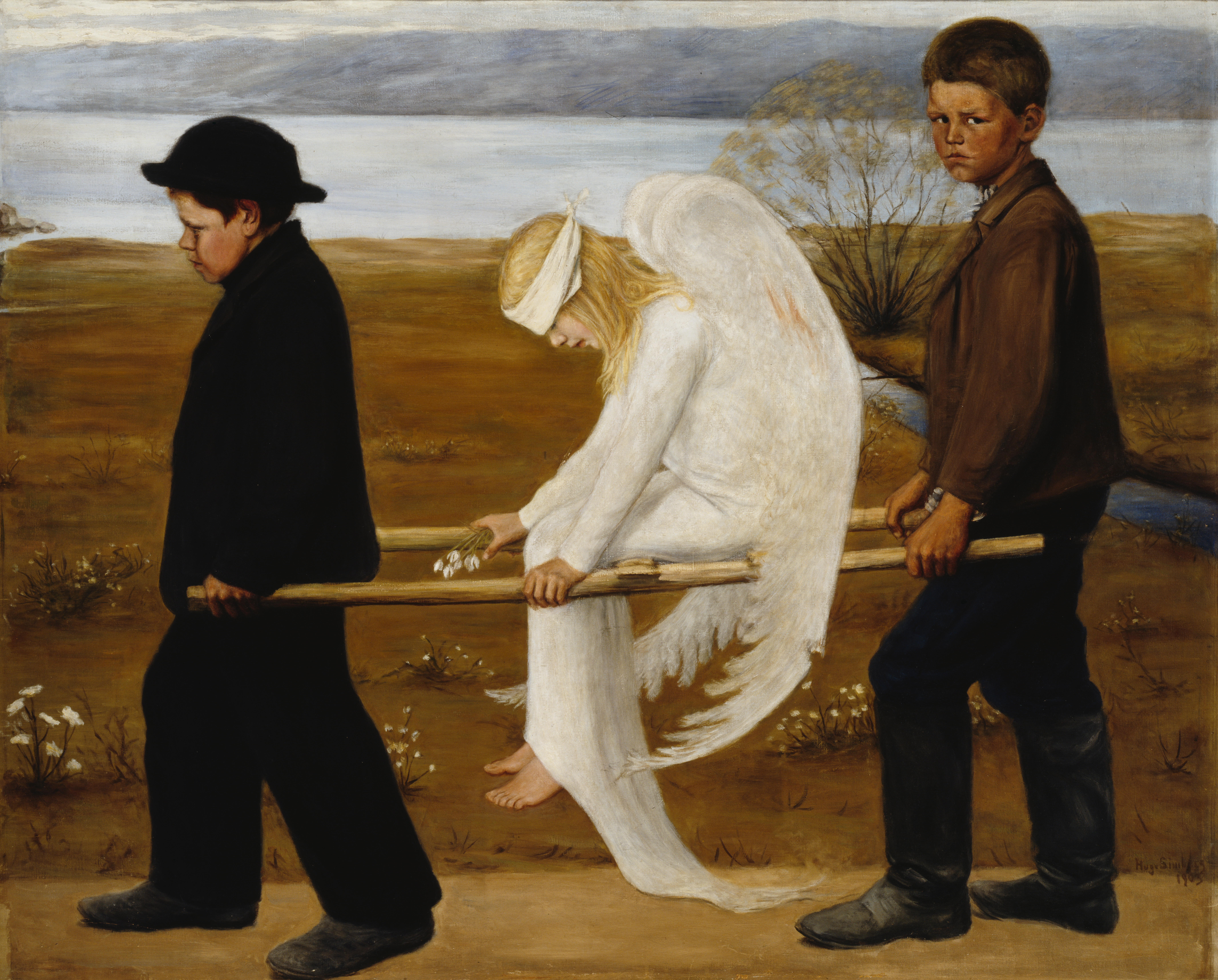
Ranny anioł autorstwa Hugo Simberga był inspiracją dla teledysku do utworu Amaranth

## Lista utworów
Edycja standardowa (dysk 1)
| Nr | Tytuł                                                          | Wykonawca                         | Czas  |
| -- | -------------------------------------------------------------- | --------------------------------- | ----- |
| 1. | "Amaranth"                                                     | Tuomas Holopainen                 | 03:57 |
| 2. | "Reach" (śpiewane przez Marco Hietala)                         | Tuomas Holopainen & Marco Hietala | 03:57 |
| 3. | "Eva" (wersja orkiestrowa)                                     | Tuomas Holopainen                 | 04:28 |
| 4. | "While Your Lips Are Still Red" (śpiewane przez Marco Hietala) | Tuomas Holopainen & Marco Hietala | 04:22 |

Edycja standardowa (dysk 2)
| Nr | Tytuł                           | Wykonawca         | Czas  |
| -- | ------------------------------- | ----------------- | ----- |
| 1. | "Amaranth" (wersja orkiestrowa) | Tuomas Holopainen | 03:51 |
| 2. | "Eva" (oryginalna wersja demo)  | Tuomas Holopainen | 04:18 |